# David Flint
David Flint – australijski prawnik przywódca organizacji Australijczycy dla Monarchii Konstytucyjnej

## Prawo
Flint po kądzieli jest krwi holenderskiej (kolonia holenderska na obszarach dzisiejszej Indonezji i Papui-Nowej Gwinei) Uczył się w Sydney Boys High School bea potem studiował prawo, ekonomię i stosunki międzynarodowe kolejno na uniwersytetach w Londynie, Paryżu i Sydney. Wykładał potem prawo i wstępując do Międzynarodowego Stowarzyszenia Prawników i zostając drugim wiceprezydentem i prezydentem narodowym stowarzyszenia jurystów.

## Polityka
Flint jest jednym z najbardziej prominentnych australijskich monarchistów. Jego książka "The Cane Toad Republic", odegrała ważną rolę w kampanii podczas zwycięskiego dla monarchistów referendum ustrojowego  w 1999. Obserwując upadek inteligencji lewicy napisał książkę "Twighlight of the Elites". Wierzący w słuszność i ponadczasowość monarchii założył w 2003 roku organizację "Australians for the Constitutional Monarchy" i wstąpił do Stowarzyszenia Samuela Griffitha. Jest naczelnikiem Międzynarodowej Ligi Monarchistycznej w Australii. Często prowadzi programy gdzie promuje pogląd o tym, że monarchia jest najlepszym ustrojem dla świata.

## Książki
The Cane Toad Republic (Wakefield Press, 1999; ISBN 1-86254-496-4)
The Twilight of the Elites (Freedom Publishing, 2003; ISBN 0-9578682-5-1)
Malice in Media Land (Freedom Publishing, 2005; ISBN 0-9578682-8-6)
Her Majesty at 80; Impeccable Service in an Indispensable Office (Australians for Constitutional Monarchy,2006; ISBN 1-876387-08-4)